# Freloux
Freloux (en wallon Flèroû) est une section de la commune belge de Fexhe-le-Haut-Clocher, située en Wallonie dans la province de Liège.
C'était la plus petite commune de Belgique avant la fusion des communes du 2 juillet 1964.
Le village comptait 48 habitants (-2) (28 m - 20 f) au 31 décembre 2014 pour une superficie de 172 ha. La sainte patronne était Sainte Thérèse.
En 1958, lors de l'Exposition Universelle se tenant à Bruxelles, Freloux, qui était à ce moment encore une commune indépendante, se fit remarquer de façon très particulière. En effet, son Bourgmestre, Eugène Reginster, emmena tous ses habitants à Bruxelles pour visiter l'exposition. Freloux fut la seule commune de Belgique dont tous les habitants ont participé à l'Expo !

## Démographie
- Sources:INS, Rem:1831 jusqu'en 1970=recensements, 1976= nombre d'habitants au 31 décembre

## Histoire
Pierre de Bex, appelé aussi Pierre Bex , né vers 1570 et décédé par décapitation le 22 février 1651, quatre fois bourgmestre de Liège, était seigneur de Freloux.

## Patrimoine

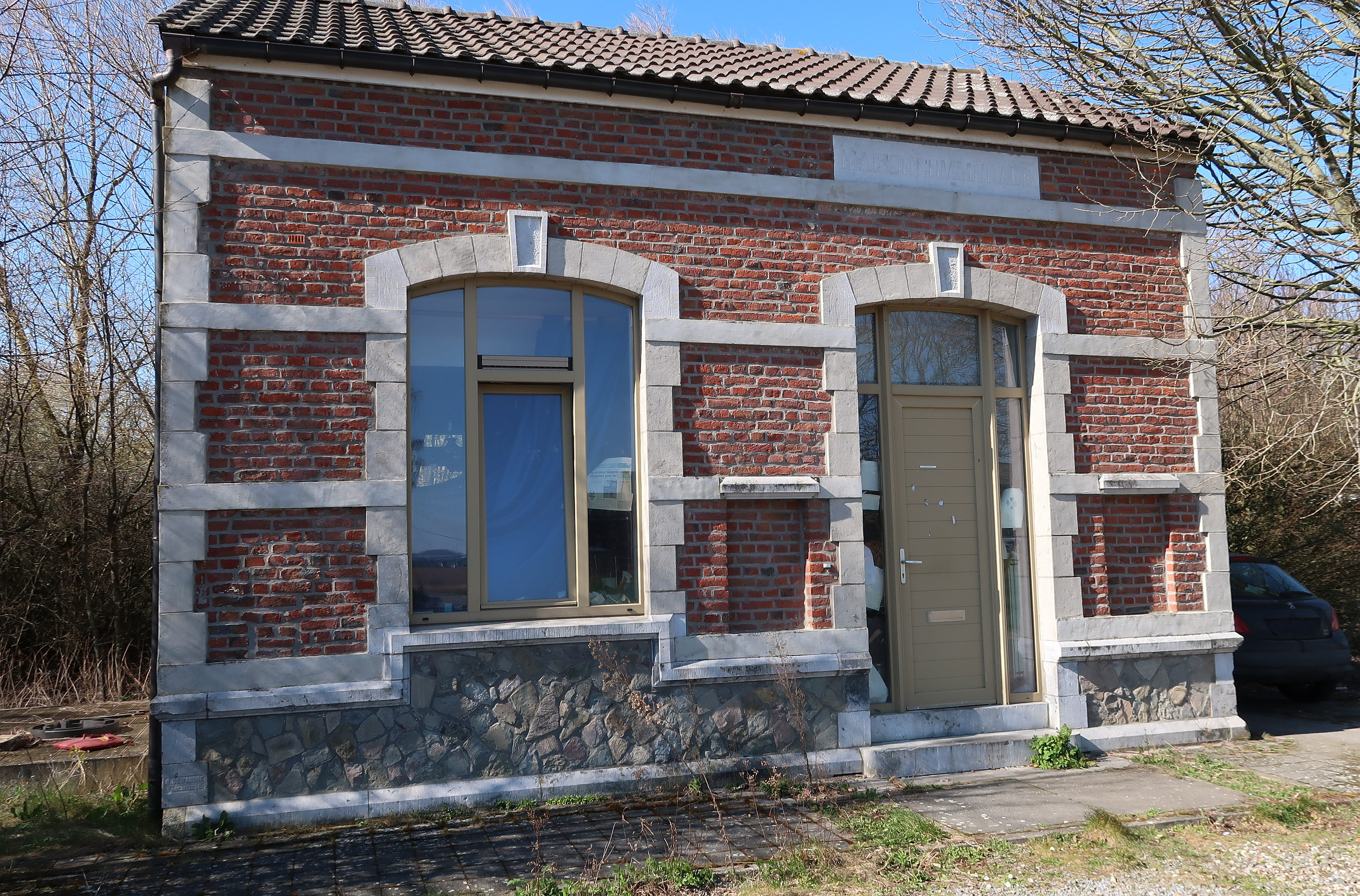
Ancienne maison communale de Freloux.
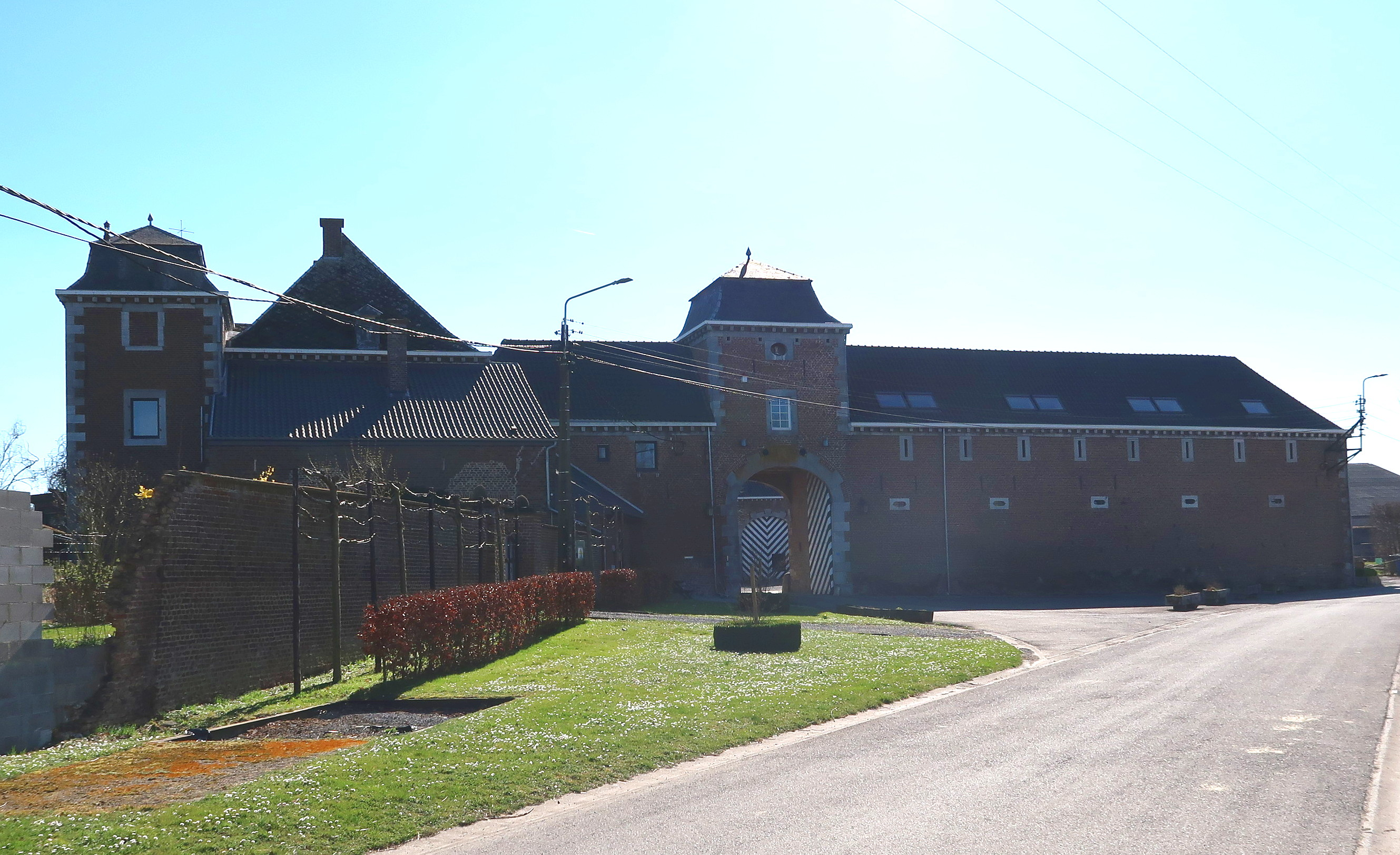
Ferme de Freloux.